# Robert Huber (fotograaf)
Robert Huber is een Zwitserse fotograaf.
Huber studeerde fotografie aan het CEPV (Centre d'Enseignement Professionel de Vevey). Zijn documentaire werk in kleur focust op aspecten van de hedendaagse cultuur, groepsgedrag en religie.
In 1998 verhuisde hij naar New York, vanwaaruit hij de volgende zes jaar zou werken aan verschillende projecten in de Verenigde Staten.
Elvis & Presley, een samenwerking met de Belgische fotograaf Stephan Vanfleteren, werd gepubliceerd in 2001. Het fotografenduo reisde door de VS verkleed als Elvis. Ze wonnen er een World Press Award mee en stelden tentoon in verschillende Europese landen.
Na de aanslagen op 11 september 2001 concentreerde Huber zich op het documenteren van de Amerikaanse oorlogsinspanningen. Het werk 51 Commemorative Objects from Ground Zero werd getoond in New York en Zurich in 2002.
In 2004 verhuisde Huber van New York naar Istanboel en begon hij de verschillende aspecten te documenteren van deze grootstad in ontplooiing.